# Dodge Kingsway
Dodge Kingsway var ett bilmärke från Chrysler som användes på exportmarknaden från 1946 till 1959 som baserades på olika Plymouth-bilmodeller, ofta med delar från Dodge-bilmodeller.
I Sverige monterades Dodge Kingway-bilar mellan 1955 och 1957 på Aktiebolaget Nyköpings Automobilfabriks (ANA) fabrik i Norrköping.